# قصر العيني

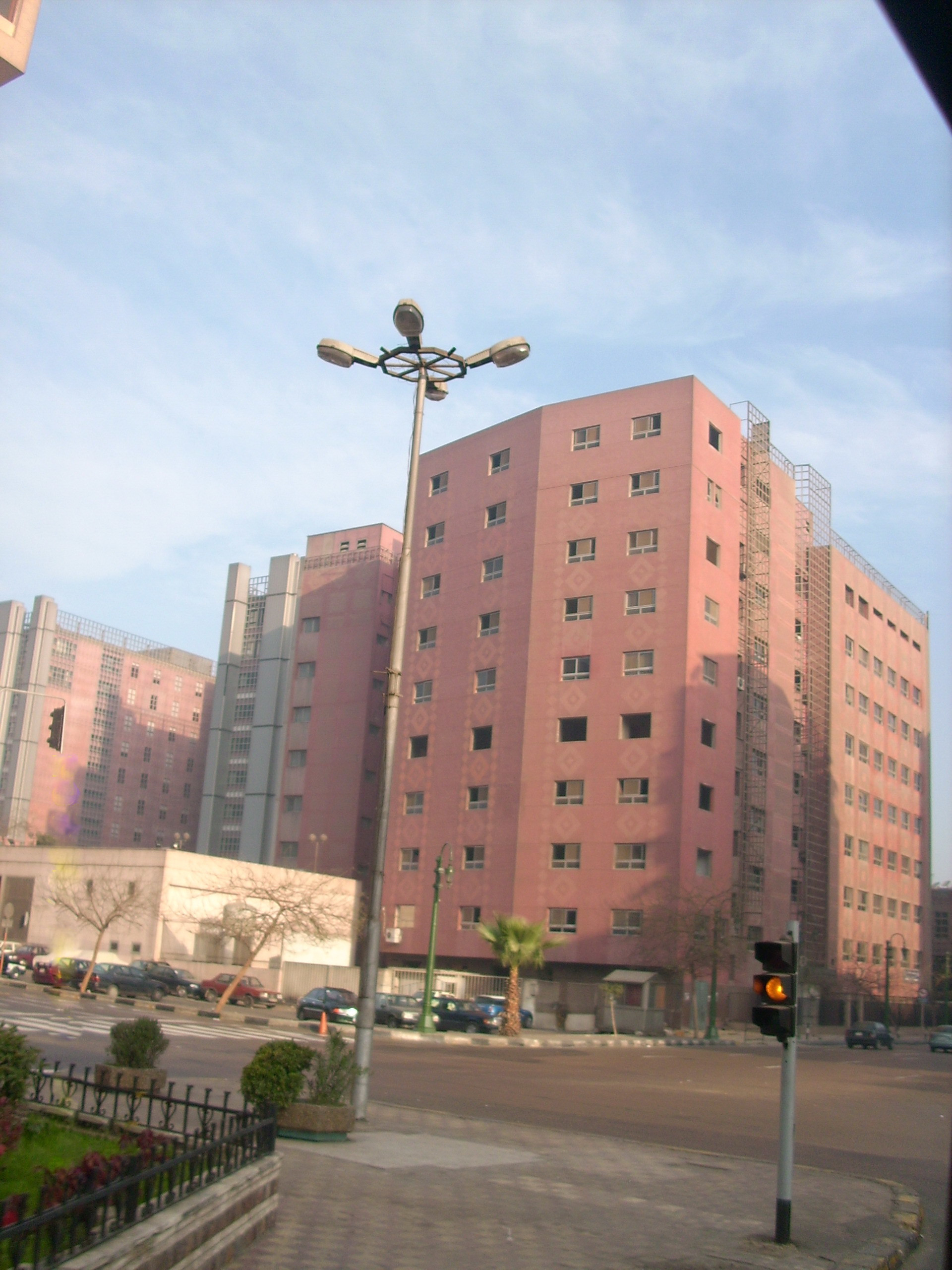
قصر العيني الجديد

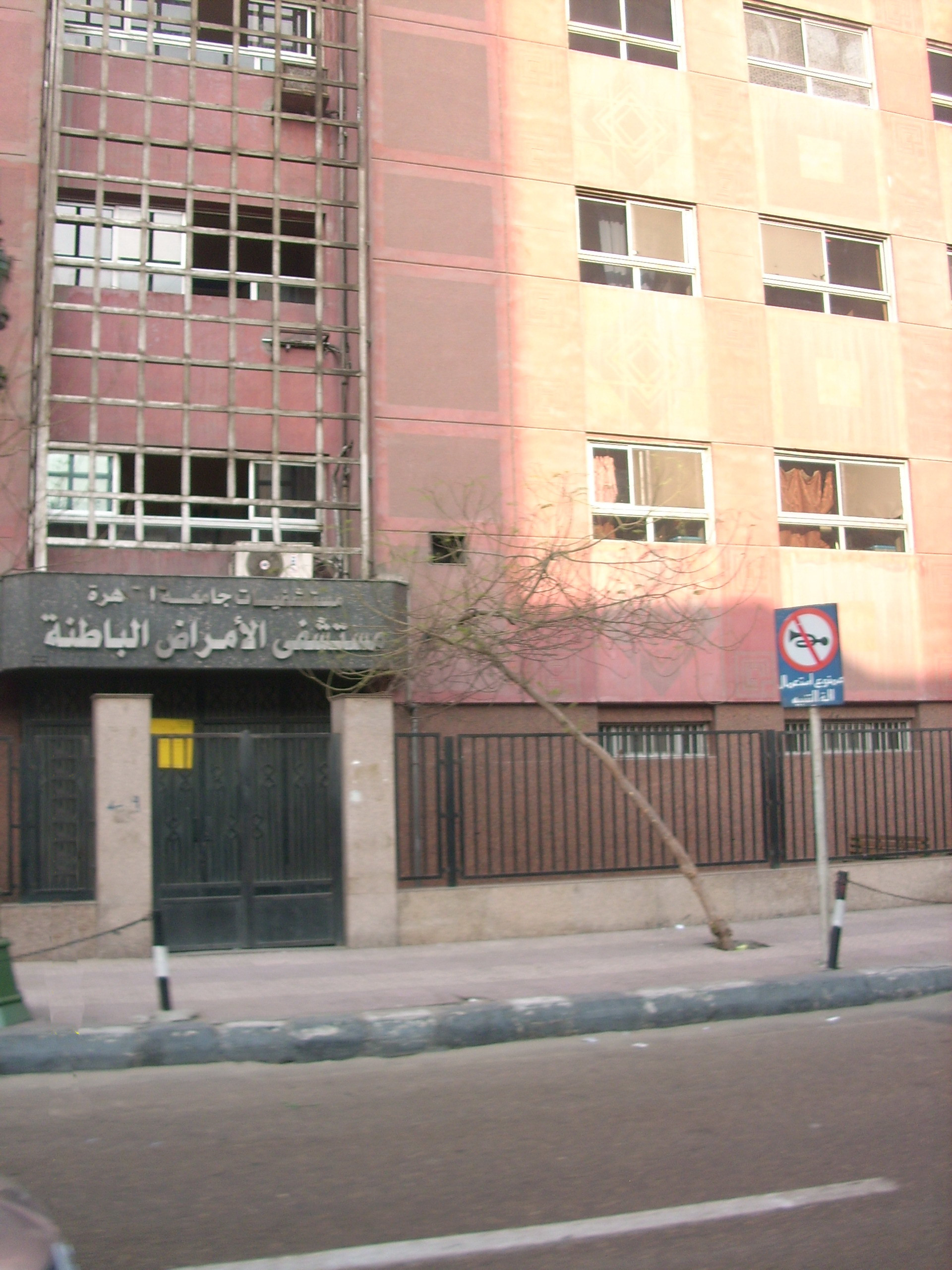
مستشفى.

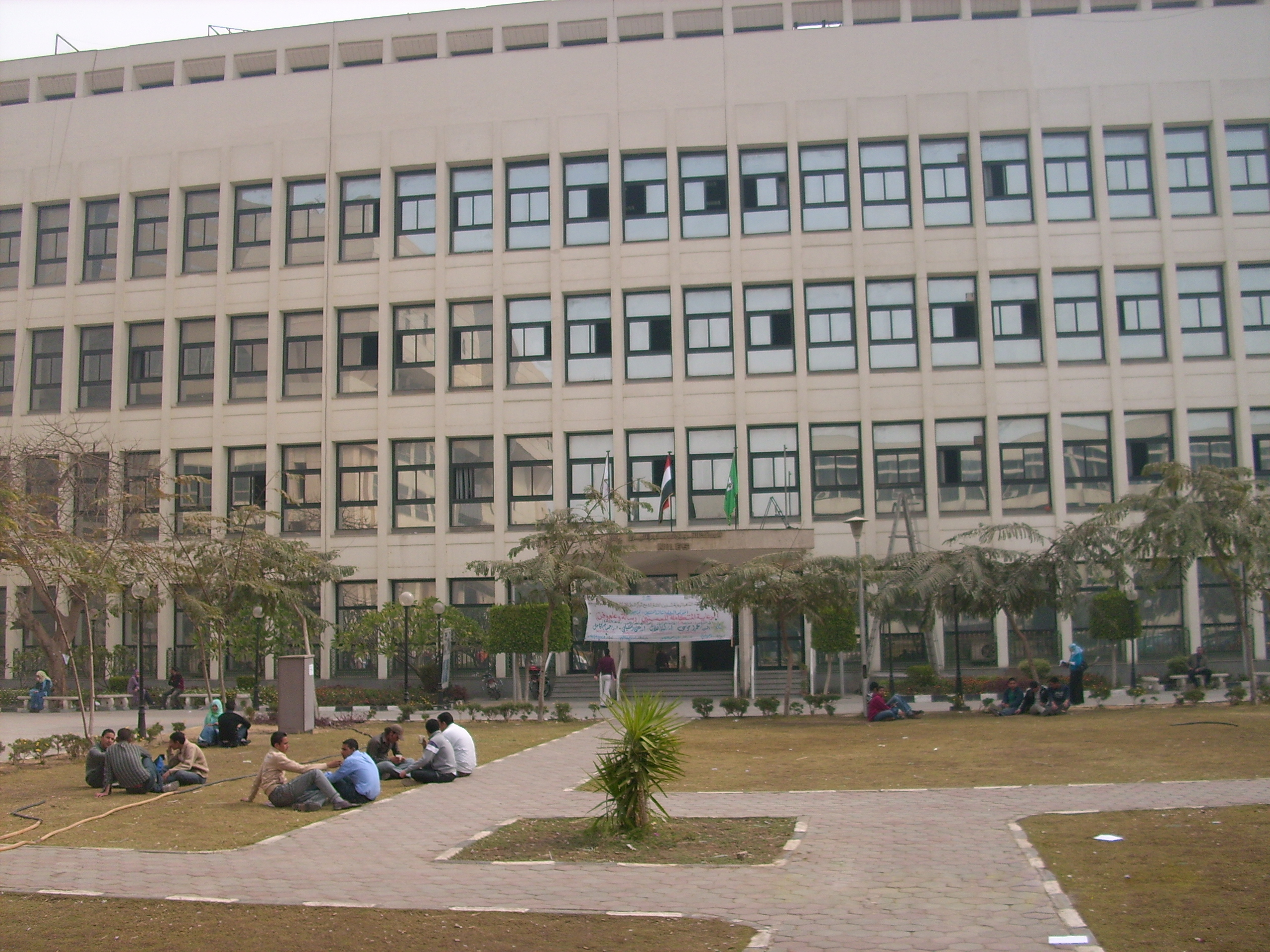
المعهد القومي لليزر.

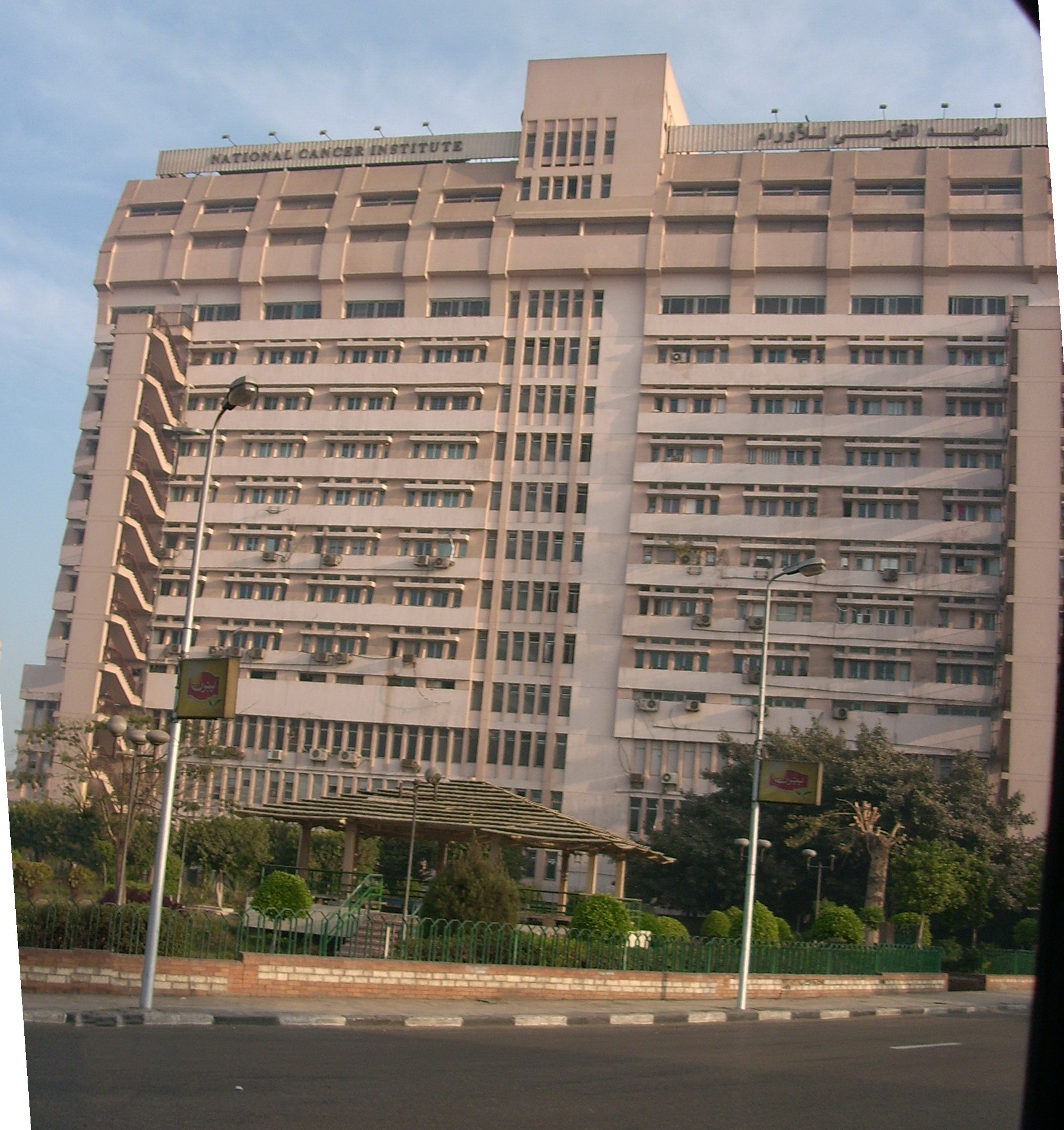
المعهد القومي للأورام.

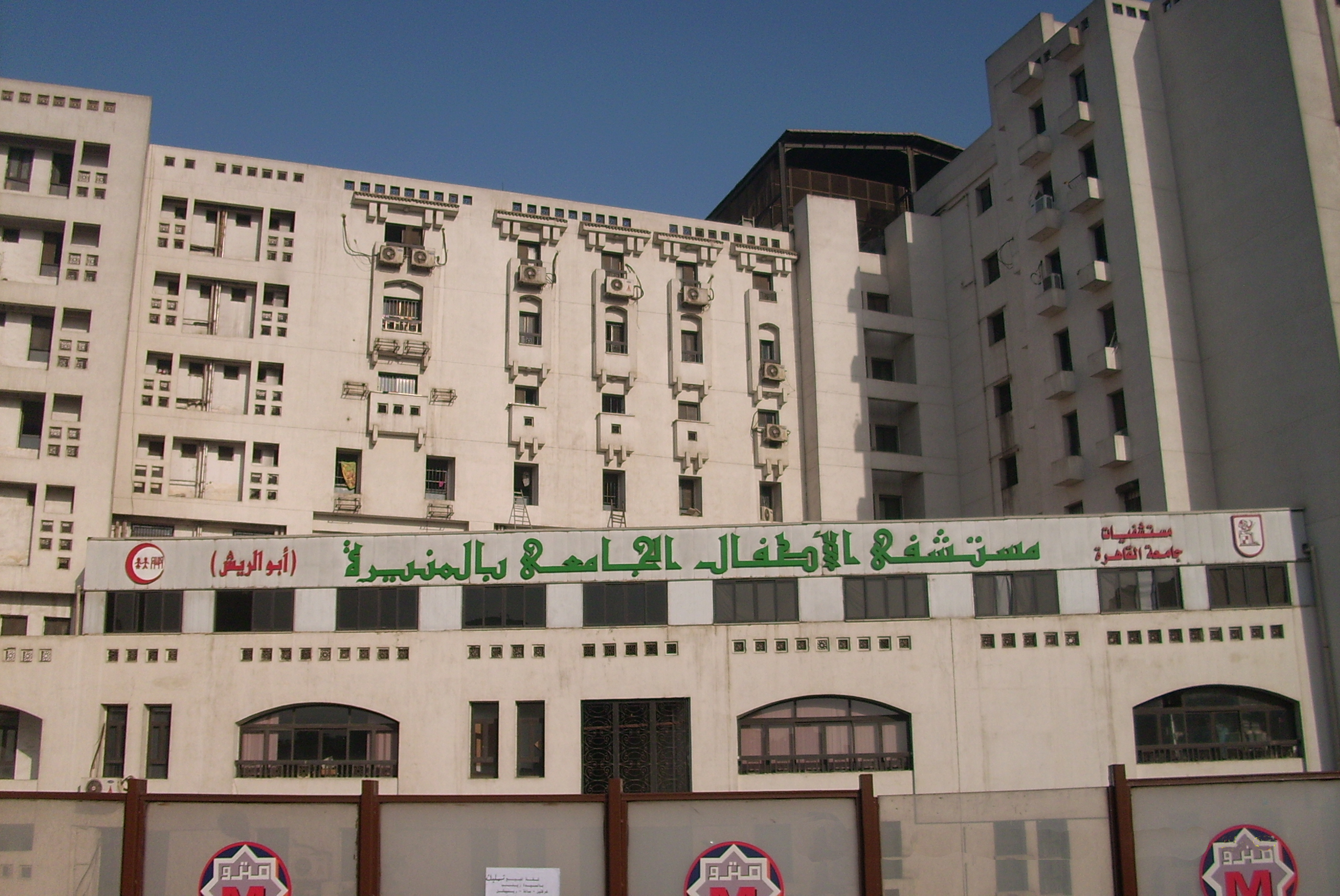
مستشفى الأطفال الجامعي بالمنيرة (أبو الريش).

قصر العيني أو كلية الطب بجامعة القاهرة ويشار له ايضاً كلية طب ومستشفيات جامعة القاهرة هو مجمع صحي تعليمي متكامل يقع في منطقة قصر العيني بمنيل الروضة القاهرة، يشتمل على كلية الطب في جامعة القاهرة وهي أول مدرسة طبية أنشئت بمصر القاهرة على عهد محمد علي باشا عام 1827، ويشتمل ايضاً مستشفيات جامعة القاهرة (وتسمى أيضاً بمستشفيات القصر العيني) والعديد من المعاهد العلمية.
سميت نسبة إلى أحمد العيني باشا الذي تبرع بقصره إلى الكلية وأنشئت عليه المدرسة الطبية بمصر وهو مكان مستشفى قصر العيني الفرنساوي حالياً. وتقبل الكلية حوالي 2000 طالب سنويا من آلاف الطلاب المتقدمين للالتحاق بها، والدراسة بالكلية لمدة 5 سنوات، يعقبها فترة امتياز لمدة عامين، يتم تدريب الأطباء الخريجين على الممارسة العامة للمهنة في مستشفيات الكلية.

## التاريخ
يُنسب قصر العيني إلى شهاب الدين أحمد العيني (نسبة إلى عينتاب) الذي أنشأه عام 1466م. بعد إنشائه بعام أمر السلطان قايتباي بالقبض عليه وبعدها بفترة تمكن من الهرب إلى المدينة المنورة. توفي شهاب الدين عام 1504م وبذلك تحول قصره إلى الملكية العامة للدولة. ومع تحول مصر إلى ولاية عثمانية، استولى المماليك على القصر وتحول إلى منتزه وأحيانًا إلى قصر للضيافة سجن جبري أو مجلسًا للولاة. وفي أثناء الحملة الفرنسية استعمل قصر العينى كمستشفى للجنود ودفن في حديقته الجنرال كليبر، ثم نقلوا الجثمان معهم عند جلائهم عن القاهرة. تحول القصر عام 1825 إلى مدرسة حربية.
خلفت المعارك التي خاضها محمد علي الكثير من الجنود الجرحى كذلك تجنيده للفلاحين وتكدسهم في المعسكرات أدى إلى تفاقم المشاكل الطبية للجنود. من ثم وبتعاون مع الطبيب الفرنسي أنطوان كلوت تم إنشاء مدرسة الطب بأبي زعبل، والتي تخرجت أول دفعة فيها عام 1832م. تبع ذلك إرسال إثنى عشر طالبًا من أمهر الخريجين في بعثة علمية إلى فرنسا. مع بزوغ وتيرة المعارك المصرية في الشام ورحيل أكثرية الجنود للحرب، بات من الضروري نقل المدرسة إلى المحروسة (القاهرة الآن)، وسرعان ما وافق محمد على على نقل المدرسة إلى قصر العيني في العام 1837م.

## أبرز معالم قصر العيني

### المستشفى التعليمي الجديد
ويطلق عليه اسم «المستشفى الفرنساوي» نظراً لأنه تم إنشاءه بعد توقيع عقد إنشاء مستشفي قصر العيني الجديد مع مجموعة فرنسية (كونسرتيوم) مكونة من ثلاث شركات : سوجيا، ايبوتي دي فرانس، ست فولكييه وذلك في السنة 1984م.
تم هدم مبني قصر العيني القديم ليحل محله مبني حديث يتواكب مع مستحدثات العصر وذلك في السنة 1990م وتم الانتهاء من الإنشاءات عام 1995م، وقام الرئيس المصري محمد حسني مبارك والرئيس الفرنسي جاك شيراك بافتتاح مستشفي قصر العيني التعليمي الجديد في الثامن من أبريل 1996م.

### متـحـف قصر العيني
بدأ التفكير في إنشاء متحف قصر العيني في عام 1909. عندما أرسل، محمود المناوي في مهمة علمية للولايات المتحدة الأمريكية في جامعات كاليفورنيا. وأتيحت له فرصة رؤية ما فعله الغرب لتسجيل تراثهم الطبي بالرغم من أن بعض هذه الجامعات يرجع تاريخ إنشائها إلى فترة أحدث من قصر العيني، وبعد عودته من الولايات المتحدة الأمريكية عام 1973 بدأ في الاتصال بالعديد من الأساتذة لجمع تراث كلية طب قصر العيني الذي كان موزعا بين جنبات الكلية، وبذلك يعد هذا المتحف هو أول متحف متخصص لهذا النوع من المقتنيات الطبية والتحف الفنية التي تخدم وتؤرخ لتاريخ الطب في مصر، بل وبعض الدول الأوروبية التي كانت لها علاقات طيبة بمصر في ذلك الوقت.
يضم المتحف بين جنباته الكثير من الأدوات الطبية التي استخدمها مشاهير علماء الطب من المصرين والأوربيين منذ إنشاء مدرسة الطب المصرية في عهد «محمد علي باشا» كما يضم الكثير من الكتب الطبية النادرة ولا سيما في علم التشريح هذا فضلا عن كثير من التحف الفنية النادرة التي تصور لنا بدايات مدرسة الطب في منطقة أبو زعبل ومدرسة طب قصر العيني بالقاهرة.

## قائمة مستشفيات القصر العيني
- مستشفى المنيل الجامعي
- مستشفى المنيل التخصصي
- مستشفي النساء والتوليد الجامعي
- مستشفى الطوارئ
- مركز الأورام
- وحدة الملك فهد لأمراض الكلى وجراحات المسالك البولية
- وحدة الحالات الحرجة
- مستشفى الطب الباطني
- مستشفى الأطفال (أبو الريش)
- مستشفى الأطفال (المنيرة)
- مستشفى مبارك الخيري
- مبنى الطب الوقائي
- المركز القومي للسموم
- العيادات الخارجية
- مستشفى قصر العيني التعليمي الجديد (الفرنساوي)
- وحدة العمليات الجراحية
- المعهد القومي للأورام بالقاهرة
- مستشفى ثابت ثابت
- وحدة المرأة
- مستشفى الطب النفسي وعلاج الادمان

## أشهر أطباء من القصر العيني
- كلوت بك
- تيودور بلهارس
- فرانس برونر
- محمد محمد فياض (طبيب)
- إبراهيم بدران
- نجيب باشا محفوظ
- علي باشا إبراهيم
- إبراهيم فياض
- عبد الوهاب مورو
- محمود بيومي
- يحيى الرخاوي
- مجدي يعقوب
- محمد غنيم
- حسام موافي
- حاتم الجبلي
- أحمد سامح فريد
- حسين خيري
- محمد عاصم الفقي[5][6]
- محمود عماد الدين سالم
- مها الرباط

## عمداء الكلية
1. علي إبراهيم باشا 1929 -1941
2. سليمان عزمى باشا 1941 - 1944
3. إبراهيم شوقي باشا 1945 - 1947
4. مصطفى فهمى سرور بك 1947 - 1949
5. عبد الوهاب مورو باشا 1949 - 1951
6. عبد الله الكاتب بك 1951 - 1954
7. احمد السيد حندوسه بك 1954 - 1956
8. محمد إبراهيم 1956 - 1959
9. محمود عبد الحميد عطيه 1959 - 1963
10. عبد العزيز سامى 1963 - 1967
11. على حسن سرور 1967 - 1971
12. حسن على إبراهيم 1971 - 1974
13. حسن حمدي إبراهيم 1974 - 1977
14. يحى طاهر 1977 - 1979
15. هاشم على فؤاد 1979 - 1985
16. يحى البطاوى 1986 - 1987
17. خيرى السمرة 1987 - 1994
18. محمد معتز الشربينى 1994 -
19. صالح بدير
20. مديحه خطاب
21. سامح فريد
22. لميس رجب
23. حسين خيرى
24. فتحى خضير (2014 - 2018)
25. هالة صلاح الدين (2018 - 2022)
26. منال المصري (2022 - 2023)
27. حسام صلاح مراد[7] (2023 -)